# Rio Apiaí-mirim
O rio Apiaí-mirim é um rio brasileiro do estado de São Paulo. Nasce no município de Apiaí,nas proximidades  da rodovia SP-250,Bairro Banhado Grande ,nos sopés da Serra da Samambaia , com o nome de Rio São José do Guapiara,cruza a SP-250 junto ao Bairro Fazendinha ,tornando cruzar a mesma já no perímetro urbano de Guapiara,após receber as águas do Ribeirão Invernada com nascentes na Serra do Cantagalo , limite dos municípios de Itapeva e Guapiara , recebe o nome Apiaí-mirim e deságua no rio Apiaí-guaçu no município de Buri a montante seis Km da cidade , no local conhecido como Bairro da Barra.

## Referência
- Mapa Rodoviário do Estado de São Paulo - (2004) - DER